# Akysis microps
Akysis microps és una espècie de peix de la família dels akísids i de l'ordre dels siluriformes.

## Morfologia
Els mascles poden assolir els 2,9 cm de llargària total.

## Hàbitat
Es va trobar en un gran rierol amb fons sorrenc i a 50 cm de fondària.

## Distribució geogràfica
Es troba a Àsia: Malàisia.